# Vologda (rivière)
Pour la ville, voir Vologda.
La rivière Vologda (en russe : Вологда-река) est un cours d'eau de Russie d'Europe, affluent de la rive droite de la Soukhona. Elle draine un bassin de 3 030 km2. Elle arrose entre autres la ville de Vologda.